# La cartoixa de Parma

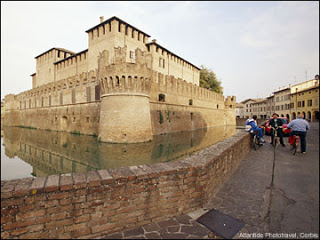
Castell de Fontanellato (Parma)

La cartoixa de Parma (en francès: La Chartreuse de Parme) és, juntament amb El Roig i el negre, una de les més reconegudes novel·les de l'escriptor francès del segle xix Marie Henri Beyle, conegut amb el pseudònim de Stendhal. Se sol citar aquesta novel·la com a exemple de corrent realista avant la lettre, un estil que marcaria, anys després, una diferència abismal respecte al Romanticisme, el corrent de l'època que va seguir l'obra de Stendhal.
Molts escriptors consideren La cartoixa de Parma una obra realment influent; Honoré de Balzac la va considerar la novel·la més important del seu temps, mentre que André Gide pensava que era la novel·la francesa més gran de tots els temps.
Tolstoi es va veure molt influït pel cèlebre tractament de Stendhal de la batalla de Waterloo, en la qual el protagonista, confós, no para de preguntar-se si ha participat o no en una veritable batalla.
En llengua catalana existeix una traducció de Pere Gimferrer publicada a Edicions 62 i "la Caixa" l'any 1981.

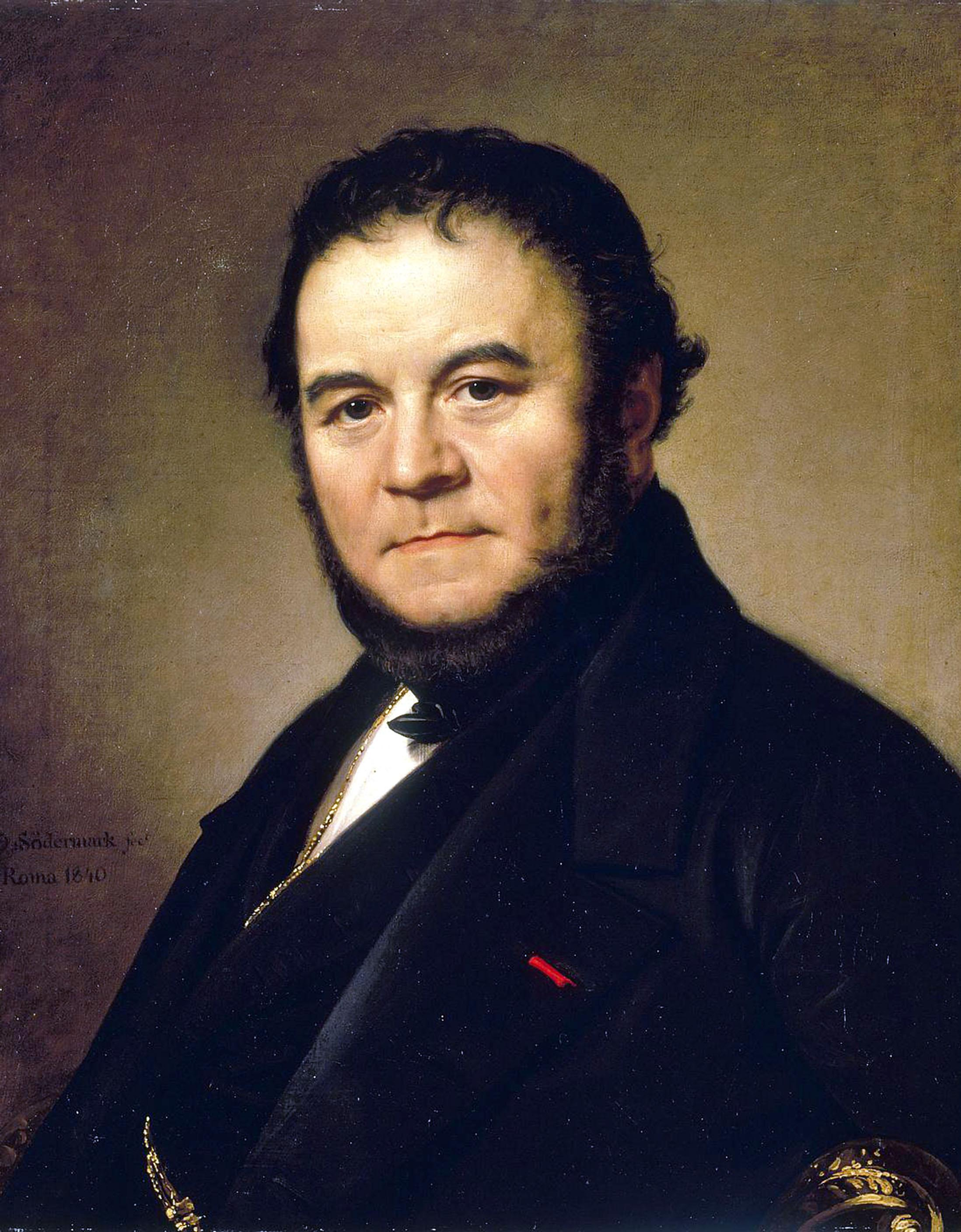
Stendhal (retratat per Johan Olaf Sodermark, 1840)

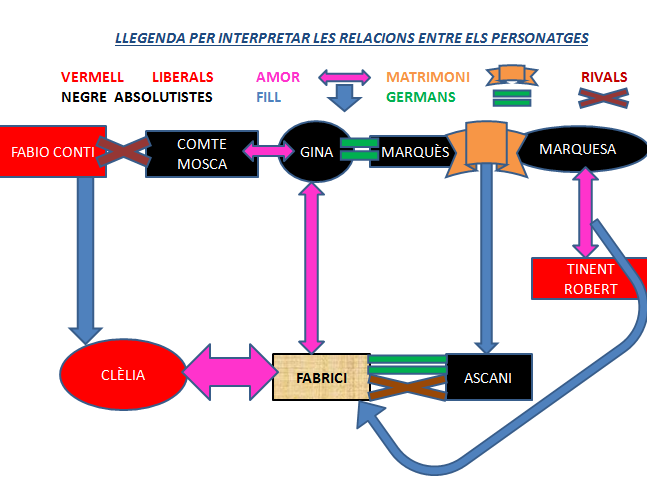
Esquema de les relacions dels personatges més importants de la Cartoixa de Parma

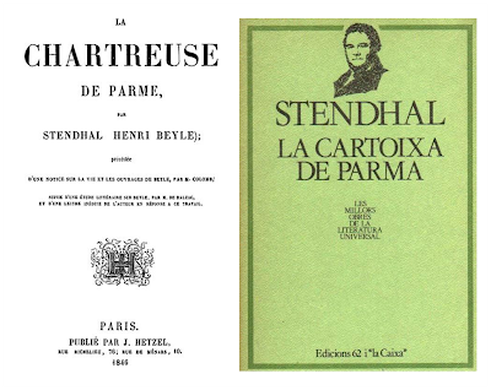
Portada del llibre en francès (esquerra) i en català (dreta)

## Context històric i social
La novel·la s'inicia a la darreria del segle xviii i finalitza a la primera meitat del segle xix. El seu protagonista, Fabrici, a l'edat de setze anys viurà la batalla de Waterloo (1815) com a soldat voluntari de Napoleó, que va perdre la batalla. Com a conseqüència, s'inicia una onada repressiva per part de l'Antic Règim i Fabrici és perseguit. S'ha de refugiar a les ciutats italianes del nord d'Itàlia (Parma, Milà, Ferrara, Bolonya) i viurà nombroses aventures en llurs boscos i paisatges (llac de Como i llac Major). En la novel·la veiem reflectides les següents característiques de les societats europees de principi de segle XIX:
- Una societat estamental: la societat es divideix en privilegiats i no privilegiats. Fabrici és fill del marquès del Dongo, membre de la noblesa que té un castell vora el llac Como. A més, la seva tia Gina és una hàbil cortesana. Això permetrà a Fabrici eludir l'acció de la justícia i evitar els càstigs a base d'influències i suborns. A més, optarà a succeir l'arquebisbe de Parma malgrat tenir Fabrici nombroses amants, no complint així les obligacions de les mitges violeta (mitges de sacerdot).
- Tensions entre absolutistes i liberals: el marquès té dos fills, Ascani i Fabrici, que simbolitzen les tensions entre el vell ordre absolut i les noves idees liberals. Ascani denuncia al seu germà Fabrici per haver-se unit als exèrcits de Napoleó. Ascani és partidari de la monarquia absoluta, contrari al liberalisme i no es mou de Grianta. Representa el conservadorisme de la noblesa rural i la repressió.
- Napoleó agita Europa: les guerres napoleòniques suposen un revulsiu per a les societats europees. Fabrici és un jove intrèpid amb ganes de viure noves aventures que veurà la caiguda de Napoleó a Waterloo l'any 1815 a l'edat de 16 anys. Stendhal havia sigut soldat de l'exèrcit napoleònic: el relat de la batalla, encara que fictici, és profundament realista.
- El retorn de l'Absolutisme: les velles monarquies i la noblesa s'oposen a les idees il·lustrades, censuren la premsa i controlen el moviment de persones. Al Regne de Parma tot el poder el detenta el Rei Ernest IV amb l'ajuda del comte Mosca. Caldrà un passaport per viatjar d'una ciutat a una altra d'Itàlia: això posarà Fabrici en més d'un embolic.

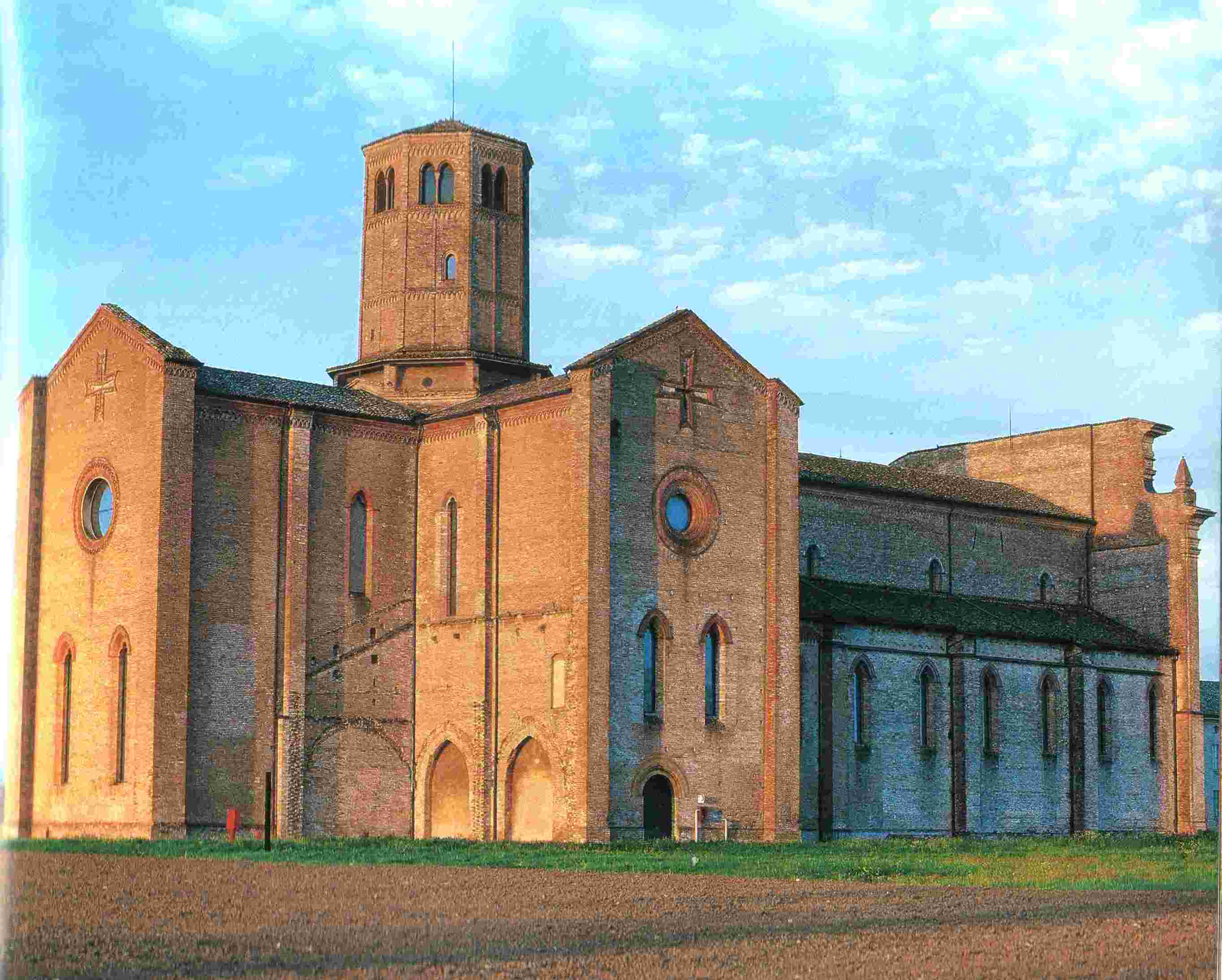
L'abadia de Valserena, identificada com la Cartoixa de Parma

- El poder de l'Església: el protagonista és educat pels jesuïtes. La seva instrucció és molt escassa, però el seu origen noble permet que li concedeixin nombrosos premis acadèmics. Per altra banda, mossèn Blanès revela els seus coneixements astrològics a Fabrici amb els quals té atemorida la població: el poble creu les profecies del mossèn basades en la superstició.L'abadia de Valserena, identificada com la Cartoixa de Parma En síntesi, la novel·la reflecteix tant les tensions polítiques entre absolutisme i liberalisme que es vivien a Europa a principi del segle xix com els elements més característics d'una societat fortament desigual.

## Els personatges de la novel·la per ordre d'aparició
Els personatges principals de la novel·la són complexos a nivell psicològic i evolucionen al llarg del relat: Fabrici, Gina, el comte i Clèlia. També reflecteixen el tarannà i els valors de la societat de Stendhal.
- Tinent Robert: sense que es reveli explícitament, Stendhal dona a entendre que és el pare biològic de Fabrici.
- Marquès del Dongo: home geniüt i conservador, pare putatiu de Fabrici. Representa l'Antic Règim.
- Gina del Dongo: comtessa Pietranera, duquessa Sanseverina, comtessa Mosca. Germana del marquès i tia de Fabrici.
- Marquesa del Dongo: mare de Fabrici del Dongo, protagonista de la novel·la.
- Fabrici: és l'heroi romàntic, jove, valent, ben plantat, apassionat i una mica ingenu o tarambana.
- Ascani: germà gran de Fabrici. El traeix denunciant-lo a la policia.
- Marietta: és una actriu còmica d'origen humil. Actua al teatre de la Scala de Milà, on coneix Fabrici i s'enamoren. Fabrici evita així els requeriments amorosos de la seva tia Gina i la gelosia del comte Mosca.
- Giletti: parella de fet de Marietta. Giletti i Fabrici es barallen i un esdeveniment tràgic canviarà el destí de Fabrici.
- Mossèn Blanès: sacerdot de Grianta.
- Aniken: primer amor de Fabrici.
- Ranuccio-Ernest IV: Rei absolut de Parma. És caracteritzat per Stendhal com un poruc que recorre als mètodes més infames per consolidar el seu poder.
- Comte Mosca: amant de Gina Pietranera i primer ministre de Ernest IV. No està d'acord amb els mètodes del rei Ernest però obeeix cegament per consolidar el seu poder.
- Marquesa Raversi: cap del partit liberal dins la cort de Parma. És l'enemiga de Gina, Fabrici i el comte Mosca a la cort d'Ernest IV.
- General Fabio Conti: home conservador que serà el candidat dels liberals a substituir el comte Mosca com a primer ministre. És el pare de Clèlia Conti.
- Clèlia Conti: noia de singular bellesa, filla de Fabio Conti, que viurà un amor romàntic impossible amb Fabrici mentre aquest sigui a la presó.
- Arquebisbe Landriani: arquebisbe de Parma, d'origen humil i extremament servil amb totes les persones d'origen noble. Aquesta debilitat de caràcter de l'arquebisbe permet a Fabrici esdevenir vicari general i successor de Landriani. Fabrici no compleix les seves obligacions de sacerdot perquè té nombroses amants però això no és un inconvenient perquè és d'origen noble.
- Ludovic: amic de Fabrici que l'empara a casa i el protegeix dels amants gelosos que volen matar Fabrici perquè aquest requereix sentimentalment llurs parelles.
- Fausta: cantant de moda requerida per Fabrici. El seu amant, comte M***, vol eliminar Fabrici.

## Argument de la Primera Part
La Primera Part de La Cartoixa de Parma consta de tretze capítols i es caracteritza per l'acció i els continus canvis en l'espai. Ens explica els orígens de Fabrici Valserra al castell de Grianta, el viatge d'aquest a Waterloo i la posterior desfeta de l'exèrcit de Napoleó, la vida a la cort de Parma de Gina i el comte Mosca i els problemes de Fabrici amb els amants de les dones que requereix malgrat ser sacerdot.

### Els orígens
Els exèrcits de Napoleó envaeixen Milà l'any 1796. Això suposa l'exili voluntari del marquès del Dongo i la llarga convivència de la marquesa amb el tinent Robert. En aquell temps naix Fabrici, segon fill de la marquesa del Dongo. Stendhal, sense ser explícit, dona a entendre que Robert és el pare biològic de Fabrici a partir de:
- La perllongada absència del marquès del Dongo al castell de Grianta dona a entendre que Robert és l'home amb el qual la marquesa ha tingut relacions.
- A nivell simbòlic, Fabrici s'identifica amb Napoleó i els ideals del seu exèrcit en el qual s'integrava Robert.
- En el mateix pla simbòlic, Fabrici no s'identifica amb el seu pare i les seves idees absolutistes, a diferència d'Ascani, primer fill del marquès.
- El marquès del Dongo no mostra cap mena d'afecte i interès per Fabrici, fins al punt de donar suport a Ascani en la seva denúncia de Fabrici a la policia.
- Gina del Dongo és teòricament la tia de Fabrici però el requereix amorosament en privat: aquesta situació és més creïble si no hi ha un vincle de sang entre ells.

### Les passions: l'amor i la guerra
Són dues les passions que mouen el cor del protagonista Fabrici en la Primera Part de la novel·la: l'amor i la guerra. De la guerra, Fabrici en té una visió romàntica pròpia de l'època (fruit de les històries dels seus avantpassats que ha sentit a casa seva). La seva valentia el fa viatjar a Waterloo només per veure l'Emperador Napoleó Bonaparte. La seva ingenuïtat el posa en més d'un embolic perquè els soldats francesos de Napoleó el confonen amb un espia pel seu parlar italià. El protagonista és ferit a Waterloo i s'allotja en una casa de pagès. Les noies de la casa el confonen amb un príncep i la germana petita Aniken el besa abans de marxar. És un amor molt fugaç que més endavant Fabrici recordarà amb tendresa. Fabrici anirà perdent la ingenuïtat a mesura que va descobrint que la guerra no s'ajusta als ideals de companyonia i coratge que havia cregut, accentuant els elements de realisme i crítica social en l'obra de Stendhal, amb aguts tocs d'ironia en tot moment.
Un cop acabada la guerra, Fabrici ha de tornar en l'anonimat a la seva terra natal vora el llac Como. A partir d'aquell moment, Fabrici es veurà obligat a tenir un paper discret exiliat a Romagnano. Fabrici rebutja la "vida de cafè" (vida burgesa acomodada) i viatja a Nàpols per fer carrera eclesiàstica i succeir l'arquebisbe Landriani. Fabrici iniciarà una carrera eclesiàstica que es veurà interrompuda pels escàndols i accidents provocats per la seva relació amb diferents amants que escandalitzen la petita ciutat de Parma. A més, aquestes relacions desperten la gelosia d'un home que s'enfronta amb Fabrici. La influència de la tia Gina i el seu amant, el primer ministre Mosca, a més d'amics de Fabrici com Ludovic, evitaran en un primer moment la presó de Fabrici, emparant-se en el seu origen noble. A la Segona Part, canvia la sort de Fabrici, que es veu condemnat a un empresonament inhumà. Nogensmenys, trobarà un amor platònic en la jove Clèlia Conti, filla del general carceller de Fabrici.

### La cort del regne de Parma
Gina del Dongo és una dona intel·ligent, viatjada i intrigant a través de la qual Stendhal ens mostra les misèries d'una cort de l'època de la Restauració de l'Absolutisme a Europa. Nascuda a la noblesa rural del llac de Como i germana del marquès, la tia de Fabrici ascendeix a comtessa Pietranera a través del matrimoni i enviuda degut a un duel que no serà degudament venjat pel seu amant. Un cop viuda, s'instal·la a la cort del Regne de Parma i esdevé una cortesana intrigant convertint-se en l'amant del comte Mosca, primer ministre i home més poderós de Parma després del rei. Gina fa servir la seva influència per treure a Fabrici dels embolics on es posa. Gina té dos amors: el comte Mosca, més gran que ella, i Fabrici, molt més jove. Per guardar les formes, es casa per conveniència amb un duc molt més gran que ella, esdevenint duquessa Sanseverina. Tant Gina com el comte van molt al teatre de la Scala de Milà. L'alta societat hi va a festejar o fer negocis.

## Argument de la Segona Part
La Segona Part es caracteritza per la descripció de l'interior psicològic dels personatges i del seu conflicte vital, sovint motivat per la gelosia o per un amor impossible.

### Fabrici
Troba el seu amor veritable en Clèlia Conti, filla de l'alcaid de la presó on és retingut per l'assassinat de Giletti. L'amor de Fabrici per Clèlia és tal que en un primer moment no voldrà escapar de la presó per no deixar de veure el seu ésser estimat. Stendhal fa un retrat de Fabrici com un jove enamorat a qui no importa patir presó si és per veure a qui estima.

### Clèlia
Vol ser monja fins al dia que coneix Fabrici. Al començament es mostra molt reservada perquè Fabrici és presoner i el pare de Clèlia és l'alcaid de la presó. Clèlia no vol trair el seu pare, però estima Fabrici i considera injust l'empresonament. Encara que fa un paper distant davant el noi, els ulls la traeixen i sovint envermelleix.

### Gina
Gina, duquessa Sanseverina, fa el que pot per alliberar Fabrici. Tot i que quan ho aconsegueix s'adona que ella mateixa ha envellit i que Fabrici estima una dona més jove, Clèlia. L'amor de Fabrici era tal que no volia escapar de la presó per no deixar de veure Clèlia.

### Comte Mosca
Estima la duquessa Sanseverina, Gina Pietranera. El seu amor li fa fer un paper ridícul davant el menyspreu de la duquessa, que culpa al comte de l'empresonament de Fabrici perquè Mosca és primer ministre del Regne de Parma.

### Rei Ernest IV
El rei de Parma fa un paper grotesc: Stendhal ens el mostra com un personatge irascible i gelós que no té cap mena d'escrúpol per fer que es compleixi la seva voluntat. La paradoxa és que aspira a ser rei constitucional mentre admira a Lluís XIV.

### Fiscal Rassi
És ministre d'Ernest IV i li fa la feina bruta. D'origen humil, es mostra completament servil davant Ernest IV fins que Mosca li ofereix d'ennoblir-lo amb el títol de baró de Riva. Davant l'imminent ascens social, Rassi no tindrà cap problema a trair Ernest IV per tal d'alliberar Fabrici.

### Fabio Conti
És el pare de Clèlia i alcaid de la presó, alhora que aspirant de la facció liberal a succeir el comte Mosca com a primer ministre. És un home rígid i tancat amb moltes ambicions polítiques que aspira a casar la seva filla Clèlia amb el marquès Crescenzi amb l'únic propòsit d'augmentar la seva fortuna i ser més ric.

## Curiositats
- La novel·la fou escrita per Stendhal en tan sols cinquanta-dos dies: del 4 de novembre al 26 de desembre de 1838.[7][8]
- La Cartoixa de Parma fa referència a l'abadia de Valserena (veure imatge), abadia cistercenca situada a la perifèria septentrional de Parma. És sorprenent l'elecció d'aquest títol, puix que aquest monestir només apareix una sola ocasió en tot el relat i en una sola referència a la darrera pàgina.[9]
- Són habituals les referències a noms propis o topònims citant només la lletra inicial: el comte N***, la ciutat de B***. El motiu és que Stendhal volia evitar donar certs noms propis en una època marcada per la censura.
- La novel·la acaba amb la frase "TO THE HAPPY FEW".[10]

## Adaptacions a l'òpera, el cinema i la televisió
- 1939: La Chartreuse de Parme, òpera en quatre actes composta per Henri Sauguet sobre un llibret en francès d'Armand Lunel, estrenada a l'Académie Royale de Musique de París, dirigida per Philippe Gaubert.[11]
- 1948 : La Chartreuse de Parme, film de Christian-Jaque. Amb Gérard Philipe i María Casares en els papers principals. Rodada a Besançon.[12]
- 1982 : La Certosa di Parma, telefilm dirigit per Mauro Bolognini.
- 2012 : La Certosa di Parma, telefilm dirigit per Cinzia TH Torrini, producció franco-italiana. Rodrigo Guirao Díaz (Fabrizio), Alessandra Mastronardi (Clelia), Marie-Josée Croze (Gina), Hippolyte Girardot (el comte Mosca), François Berléand (el príncep de Parma).[13]